# Jan Gembicki
Jan Gembicki (Gniezno, 1602 – Włocławek, marzo 1675) è stato un vescovo cattolico polacco.

## Biografia
È stato gran segretario della Corona, poi segretario reale e cancelliere della regina di Polonia, Maria Luisa di Gonzaga-Nevers.
Ha partecipato all'elezione di Giovanni II Casimiro Vasa e di Giovanni III Sobieski, dei quali sottoscrisse i pacta conventa.
È stato vescovo di Chełmno, poi di Płock e, infine, di Cuiavia.

## Genealogia episcopale e successione apostolica
La genealogia episcopale è:
- Cardinale Scipione Rebiba
- Cardinale Giulio Antonio Santori
- Cardinale Girolamo Bernerio, O.P.
- Vescovo Claudio Rangoni
- Arcivescovo Wawrzyniec Gembicki
- Arcivescovo Jan Wężyk
- Vescovo Piotr Gembicki
- Vescovo Jan Gembicki

La successione apostolica è:
- Vescovo Bonawentura Madaliński (1672)